# Вулиця Межова (Тернопіль)
Вулиця Межова — вулиця в мікрорайоні «Новий світ» міста Тернополя. 

## Відомості
Розташована на півночі мікрорайону. Розпочинається від вулиці Ділової, пролягає на північ, згодом — на захід та закінчується неподалік будинку №52 вулиці Білецької. На вулиці розташовані переважно приватні будинки.

## Транспорт
Рух вулицею — двосторонній, дорожнє покриття — асфальт. Громадський транспорт по вулиці не курсує, найближчі зупинки знаходяться на вулиці Новий Світ.